# جون براون (لاعب كرة قدم إسكتلندي)
جون براون (بالإنجليزية: John Brown)‏ (2 أبريل 1935 بإدنبرة في المملكة المتحدة - 9 أبريل 2000) هو لاعب كرة قدم إسكتلندي في مركزي الدفاع والظهير. لعب مع نادي ترانمير روفرز لكرة القدم ونادي هارتلبول يونايتد ونادي هيبرنيان ونادي سكاربورو ونادي لانارك الثالث.